# Червиньяно-дель-Фриули
Червиньяно-дель-Фриули (итал. Cervignano del Friuli; фриул. Çarvignan, реже Sarvignan) —  коммуна в Италии, располагается в регионе Фриули-Венеция-Джулия, в провинции Удине.
Население составляет 13446 человек (2008 г.), плотность населения составляет 472 чел./км². Занимает площадь 28 км². Почтовый индекс — 33052, 33050. Телефонный код — 0431.
Покровителем коммуны почитается святой Архангел Михаил, празднование 29 сентября.

## Демография
Динамика населения:

## Администрация коммуны
- Официальный сайт: http://www.cervignanodelfriuli.net/